# Coja e Barril de Alva
Côja e Barril de Alva (oficialmente: União das Freguesias de Côja e Barril de Alva) é uma freguesia portuguesa do município de Arganil, com 24,3 km² de área e 1563 habitantes (censo de 2021). A sua densidade populacional é 64,3 hab./km².

## História
Foi constituída em 2013, no âmbito de uma reforma administrativa nacional, pela agregação das antigas freguesias de Coja e Barril de Alva e tem sede em Côja.

## Demografia
A população registada nos censos foi:
| Distribuição da População por Grupos Etários | Distribuição da População por Grupos Etários | Distribuição da População por Grupos Etários | Distribuição da População por Grupos Etários | Distribuição da População por Grupos Etários | Distribuição da População por Grupos Etários |
| -------------------------------------------- | -------------------------------------------- | -------------------------------------------- | -------------------------------------------- | -------------------------------------------- | -------------------------------------------- |
| Antes da agregação                           |                                              |                                              |                                              |                                              |                                              |
| Ano                                          | 0-14 anos                                    | 15-24 anos                                   | 25-64 anos                                   | >= 65 anos                                   | Total                                        |
| 2001                                         | 257                                          | 259                                          | 1020                                         | 500                                          | 2036                                         |
| 2011                                         | 160                                          | 161                                          | 894                                          | 493                                          | 1708                                         |
| Após a agregação                             |                                              |                                              |                                              |                                              |                                              |
| Ano                                          | 0-14 anos                                    | 15-24 anos                                   | 25-64 anos                                   | >= 65 anos                                   | Total                                        |
| 2021                                         | 144                                          | 102                                          | 778                                          | 539                                          | 1563                                         |